# Södra Idskär
Södra Idskär ist eine zu Schweden gehörende Insel im Stockholmer Schärengarten.
Die Insel gehört zur Gemeinde Vaxholm und liegt südlich der Insel Bergholmen. Nordwestlich liegt in einer Entfernung von nur etwa 50 Metern Norra Idskär. Südwestlich befindet sich Kungarna und südlich Kungsborg. Nördlich und südlich Södra Idskärs führt die Schiffsroute von der Ostsee nach Stockholm entlang.
Die Insel erstreckt sich von Nordwesten nach Südosten über etwa 150 Meter, bei einer Breite von bis zu etwa 60 Metern. An der West- und der Ostseite der Insel befinden sich mehrere Schiffsanleger.
Södra Idskär ist mit mehreren Gebäuden bebaut und zum Teil baumbestanden.